# Edifici Policia Municipal (Girona)
L'Edifici Policia Municipal és un edifici de Girona que forma part de l'Inventari del Patrimoni Arquitectònic de Catalunya. El projecte s'encarrega per l'Ajuntament al 1980. Es realitzà del 1981 al 1982.

## Descripció
Edifici de planta baixa i tres pisos repartides entre: planta baixa com a mena de sòcol que recull la porta d'accés situada al centre de la composició de façana (simètrica en tot l'edifici) i potenciada per un espai en semicercle que caracteritza tota la façana (s'emmotlla a aquest espai, similar als barrocs, jugant amb la sorpresa). Als costats on l'edifici toca l'alineació del carrer apareixen 2 portes (una a banda i banda del conjunt) que són les dels vehicles i també inclosos al sòcol. Al primer pis es succeeix un espai a doble alçada que es reflecteix en uns grans finestrals i que són recollits per un pòrtic format de columnes dobles jòniques que clouen en una cornisa desenganxada de l'edifici. Les restants plantes es componen per finestres apaïsades ressaltant la central de la darrera planta diferenciada per una llinda en un punt rodó. La façana es clou per cornisa general.